# Lamposaari (ö i Norra Savolax, Varkaus, lat 62,58, long 28,16)
Lamposaari är en ö i Finland. Den ligger i sjön Suvasvesi och i kommunen Leppävirta i den ekonomiska regionen  Varkaus ekonomiska region  och landskapet Norra Savolax, i den centrala delen av landet, 300 km nordost om huvudstaden Helsingfors. Öns area är 13,8 hektar och dess största längd är 1,2 kilometer i nord-sydlig riktning.